# Seznam druhů rodu dub

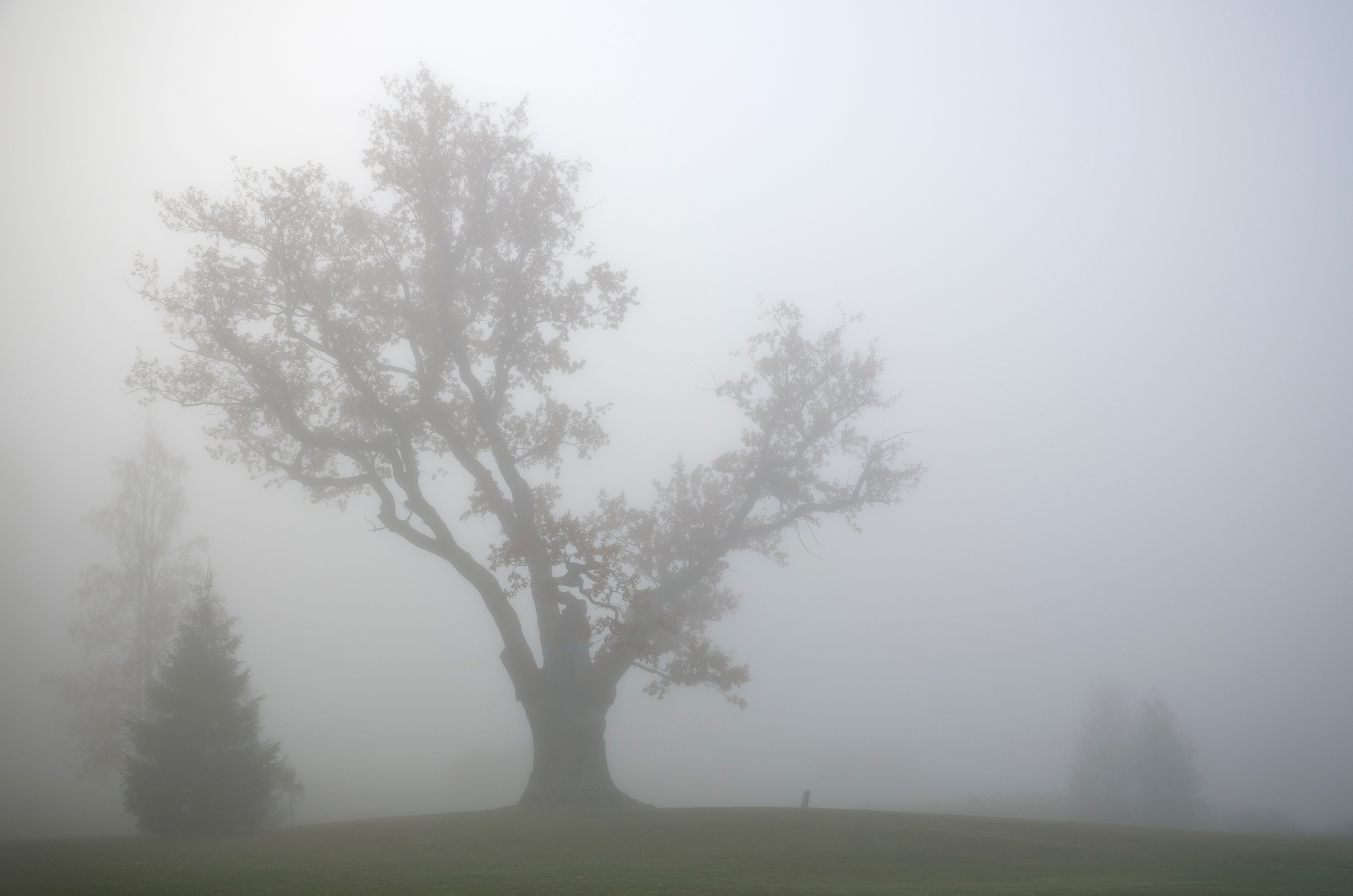
Lektotypem rodu je dub letní (Quercus robur)

Rod Quercus (dub) je v současné taxonomii členěn do dvou podrodů a celkem šesti sekcí, přičemž podrod Cyclobalanopsis je někdy pojímán jako samostatný rod a jeho zástupci v tomto seznamu nejsou zahrnuti.

## RodQuercus

### SekceQuercus
Tzv. bílé duby (synonymum sect. Lepidobalanus). Evropa, Asie, severní Afrika, Severní Amerika. Jejich čnělky jsou krátké; žaludy zrají 6 měsíců, jsou sladké nebo trochu hořké, uvnitř číšky žaludu lysé.
- Quercus alba - dub bílý - V Severní Ameriky
- Quercus aliena - V Asie
- Quercus arizonica # —JZ Severní Ameriky
- Quercus austrina - JV Severní Ameriky
- Quercus berberidifolia - JZ Severní Ameriky
- Quercus bicolor - dub dvoubarevný - V a středozápad Severní Ameriky
- Quercus boyntonii - J Severní Ameriky
- Quercus chapmannii - JV Severní Ameriky
- Quercus cornelius-mulleri - JZ Severní Ameriky
- Quercus depressipes - - Texas
- Quercus dilatata - -Himálaj
- Quercus douglasii - JZ Severní Ameriky
- Quercus dumosa - JZ Severní Ameriky
- Quercus durata - JZ Severní Ameriky
- Quercus engelmannii # —JZ Severní Ameriky
- Quercus faginea - dub portugalský - JZ Evropa
- Quercus fusiformis - J Severní Ameriky
- Quercus gambelii - JZ Severní Ameriky
- Quercus garryana - Z Severní Ameriky
- Quercus geminata # —JV Severní Ameriky
- Quercus grisea - J Severní Ameriky
- Quercus havardii - J Severní Ameriky
- Quercus hinckleyi - Texas
- Quercus hondurensis - # —Honduras
- Quercus ilex - dub cesmínovitý # – J Evropa, SZ Afrika
- Quercus intricata - Texas
- Quercus john-tuckeri - JZ Severní Ameriky
- Quercus laceyi J Severní Ameriky
- Quercus lanata # —Himálaj
- Quercus leucotrichophora # —Himálaj
- Quercus lobata - JZ Severní Ameriky
- Quercus lyrata - dub lyrovitý - V Severní Ameriky
- Quercus macrocarpa - dub velkoplodý - V a střed Severní Ameriky
- Quercus mohriana - JZ Severní Ameriky
- Quercus michauxii - V Severní Ameriky
- Quercus minima # —JV Severní Ameriky
- Quercus mongolica – dub mongolský - V Asie
- Quercus montana - dub košíčkatý - V Severní Ameriky (syn. Q. prinus)
- Quercus muhlenbergii - dub Mühlenbergův - V Severní Ameriky
- Quercus oblongifolia # —Z Severní Ameriky
- Quercus oglethorpensis - JV Severní Ameriky
- Quercus peduncularis - # —Střední Amerika
- Quercus petraea agg. - dub zimní - Evropa
  - Quercus dalechampii - dub žlutavý
  - Quercus polycarpa - dub mnohoplodý
- Quercus polymorpha - # —Mexiko a nejjižnější Texas
- Quercus prinoides - dub křovitý - V Severní Ameriky
- Quercus pubescens - dub pýřitý - Evropa
- Quercus pungens # —J Severní Ameriky
- Quercus robur - dub letní - Evropa, Z Asie
- Quercus rugosa # —Mexiko
- Quercus sadleriana - Kalifornie
- Quercus serrata - dub žlázonosný (syn. Q. glandulifera) - Čína, Japonsko, Korea
- Quercus stellata - dub hvězdovitý - V Severní Ameriky
- Quercus toumeyi – JZ Nového Mexika, JV Arizony, S Mexika
- Quercus turbinella - # —JZ Severní Ameriky
- Quercus vaseyana - JZ Severní Ameriky
- Quercus virginiana - # - dub virginský—JV Severní Ameriky

### SekceMesobalanus
Evropa, Asie, severní Afrika. Jejich čnělky jsou dlouhé; žaludy zrají 6 měsíců, jsou hořké, uvnitř číšek žaludů lysé. Blízce příbuzná se sekcí Quercus a někdy do ní zařazována.
- Quercus dentata - dub zubatý - V Asie
- Quercus frainetto - dub balkánský - JV Evropa
- Quercus macranthera - dub velkokvětý - Z Asie
- Quercus pontica - dub černomořský - Z Asie
- Quercus pyrenaica - JZ Evropa
- Quercus vulcanica - JZ Asie

### SekceCerris
Evropa, Asie, severní Afrika. Mají dlouhé čnělky; žaludy zrají 18 měsíců, jsou velmi hořké, uvnitř číšek žaludu bez štětin nebo trochu štětinaté.
- Quercus acutissima - dub špičatolistý - V Asie
- Quercus alnifolia – Kypr
- Quercus brantii — dub perský — SW Asie
- Quercus calliprinos - # —JZ Asie
- Quercus castaneifolia - # —Kavkaz, Írán
- Quercus cerris - dub cer - J Evropa, JZ Asie
- Quercus coccifera - dub kermesový # —J Evropa
- Quercus libani - dub libanonský - JZ Asie
- Quercus macrolepis - JZ Asie
- Quercus semecarpifolia - # —Indie a okolí
- Quercus suber - dub korkový # —JZ Evropa, SZ Afrika
- Quercus trojana - JV Evropa
- Quercus variabilis - V Asie

### SekceProtobalanus
Tzv. přechodné duby. Jihozápad USA a severozápadní Mexiko. Čnělky mají krátké; žaludy zrají 18 měsíců, jsou velmi hořké, vnitřní strana číšek žaludů je vlnatá.
- Quercus cedrosensis - # —Kalifornie
- Quercus chrysolepis - # —JZ Severní Ameriky
- Quercus palmeri - # —JZ Severní Ameriky
- Quercus tomentella - # —JZ Severní Ameriky
- Quercus vacciniifolia - # —JZ Severní Ameriky

### SekceLobatae
Tzv. červené duby (synonymum sect. Erythrobalanus). Severní, střední a jižní Amerika. Čnělky jsou dlouhé. Žaludy zrají 18 měsíců, jsou velmi hořké, vnitřní strana číšek žaludů je vlnatá.
- Quercus acerifolia - # —J Severní Ameriky
- Quercus agrifolia - # —JZ Severní Ameriky
- Quercus arkansana - - JV Severní Ameriky
- Quercus buckleyi - JZ Severní Ameriky
- Quercus canbyi - # —Mexiko
- Quercus coccinea - dub šarlatový - V Severní Ameriky
- Quercus cualensis - Mexiko (Sierra Madre del Sur)
- Quercus depressa - Mexiko
- Quercus eduardii - Mexiko
- Quercus ellipsoidalis - V Severní Ameriky
- Quercus emoryi - JZ Severní Ameriky
- Quercus falcata - dub srpovitý - JV Severní Ameriky
- Quercus gravesii - Mexiko, JZ Severní Ameriky (Texas)
- Quercus graciliformis - # —JZ Severní Ameriky
- Quercus georgiana - JV Severní Ameriky
- Quercus hirtifolia - Mexiko
- Quercus hintoniorum - Mexiko
- Quercus humboldtii - # —sever Jižní Ameriky
- Quercus hypoleucoides # —JZ Severní Ameriky
- Quercus hypoxantha - Mexiko
- Quercus ilicifolia - dub cesmínolistý - V Severní Ameriky
- Quercus iltisii – J Mexiko
- Quercus imbricaria - dub celokrajný - V Severní Ameriky
- Quercus incana - JZ Severní Ameriky
- Quercus inopina - # —JV Severní Ameriky
- Quercus kelloggii - Z Severní Ameriky
- Quercus laevis - JV Severní Ameriky
- Quercus laurifolia - # —JV Severní Ameriky
- Quercus laurina - Mexiko
- Quercus marilandica - dub marylandský - V Severní Ameriky
- Quercus myrtifolia - JV Severní Ameriky
- Quercus nigra - # dub černý —V Severní Ameriky
- Quercus palustris - dub bahenní - V Severní Ameriky
- Quercus parvula - Kalifornie
- Quercus phellos - dub vrbolistý - V Severní Ameriky
- Quercus polymorpha - # —Mexiko
- Quercus pumila - JV Severní Ameriky
- Quercus rhysophylla - # —Mexiko
- Quercus rubra - dub červený - V Severní Ameriky
- Quercus salicifolia - Mexiko
- Quercus sapotaefolia- # —Střední Amerika
- Quercus shumardii - JV Severní Ameriky
- Quercus tardifolia - nejjižnější Texas
- Quercus texana - J Severní Ameriky
- Quercus velutina - dub sametový - V Severní Ameriky
- Quercus wislizenii - # —JZ Severní Ameriky

### Nezařazeno do sekcí
- Quercus dilatata - # —Himálaj
- Quercus canariensis - S Afrika & Španělsko